# 15760 ألبيون
15760 ألبيون، سمي مؤقتاً بـ (1992 QB1)، هو أول جرم وراء نبتوني تم اكتشافه بعد بلوتو وشارون، قطره حسب القياسات بين 108-167 كيلومتر اكتشاف عام 1992 من قبل ديفيد جويت وجين لوو في مرصد مونا كيا في هاواي، مباشرةً أطلق فريق الاكتشاف عليه اسم «سمايلي؛Smiley» وتناولت الصحافة خبر اكتشافه باعتباره الكوكب العاشر للنظام الشمسي.
إطلقت التسمية "QB1" عليه بعد ظهور مصطلح جسم حزام كايبر كلاسيكي ليصف هذا الجرم والأجرام المشابه له التي تقع في حزام كايبر التي تم اكتشافها لاحقاً، حتى النصف الثاني من أغسطس من ذلك العام تمكن العلماء من اكتشاف 27 جرم آخر في تلك المنطقة.

## التسمية
تم اقتباس اسم هذا الكويكب من اسم شخصية «ألبيون» التي ظهرت في كتب ميثولوجية الشاعر والرسام الإنجليزي وليم بليك.
يمثل ألبيون رجل بدائي يقطن جزيرة ما ثم إنقسم لاحقا إلى أربعة أجزاء [الإنجليزية]: أوريزين، ثارماس، لوفا/اورك، اورثونا/لوس، بينما أخذ الكاتب أسم البيون بالأصل من الميثولوجيا البريطانية.
تم نشر التسمية بشكل رسمي من قبل مركز الكواكب الصغيرة في 31 يناير 2018.
في بادئ الأمر الفريق المكتشف للجرم أطلق عليه «سمايلي»، لكن تم رفض التسمية بسبب وجود كويكب آخر يحمل هذا الاسم وهو «1613 سمايلي» من أجرام حزام الكويكبات الرئيسي تمت تسميته نسبةً إلى الفلكي الأمريكي تشارلز سمايلي، لهذا أعطي الكويكب الجديد رقماً وهو "15760" وبقي غير مسمى حتى يناير 2018.

## تبعات الاكتشاف
في 1993 العام التالي من اكتشاف الكويكب ألبيون تم اكتشاف أجرام أخرى بمدارات مماثلة منها (15788) 1993 SB و(15789) 1993 SC و(181708) 1993 FW و(385185) 1993 RO.
وبين عامي (1992-2012) تجاوز عدد الكويكبات المكتشفة ضمن حزام كايبر 1000 جرم توزعت بين 30-50 وحدة فلكية بعداً عن الشمس مما دل على وجود عدد كبير جداً من الأجرام غير بلوتو وألبيون.
في يناير 2018 وصل عدد الأجرام المكتشفة خلف مدار نبتون حوالي 2400 جرم، أغلبها أجرام حزام كايبر كلاسكية.